# Олена Володимирівна
Олена Володимирівна (рос. Елена Владимировна), повне ім'я Олена Володимирівна Російська, також Олена Володимирівна Романова (рос. Елена Владимировна Российская, Елена Владимировна Романова), (17 січня 1882 —  13 березня 1957) — російська велика княжна з династії Романових, донька великого князя Володимира Олександровича та герцогині Мекленбург-Шверінської Марії Александріни, онука російського імператора Олександра II, дружина принца Греції та Данії Миколая.

## Біографія

### Дитинство та юність
Олена народилась 17 січня 1882 року у Царському селі. Вона стала п'ятою дитиною та єдиною донькою в родині Володимира Олександровича та його дружини Марії Павлівни. Своє ім'я новонароджена отримала на честь двоюрідної прабабки Олени Павлівни. Дівчинка мала старших братів Кирила, Бориса та Андрія. Найстарший, Олександр, помер ще до її народження. Країною в цей час правив їхній дядько Олександр III.

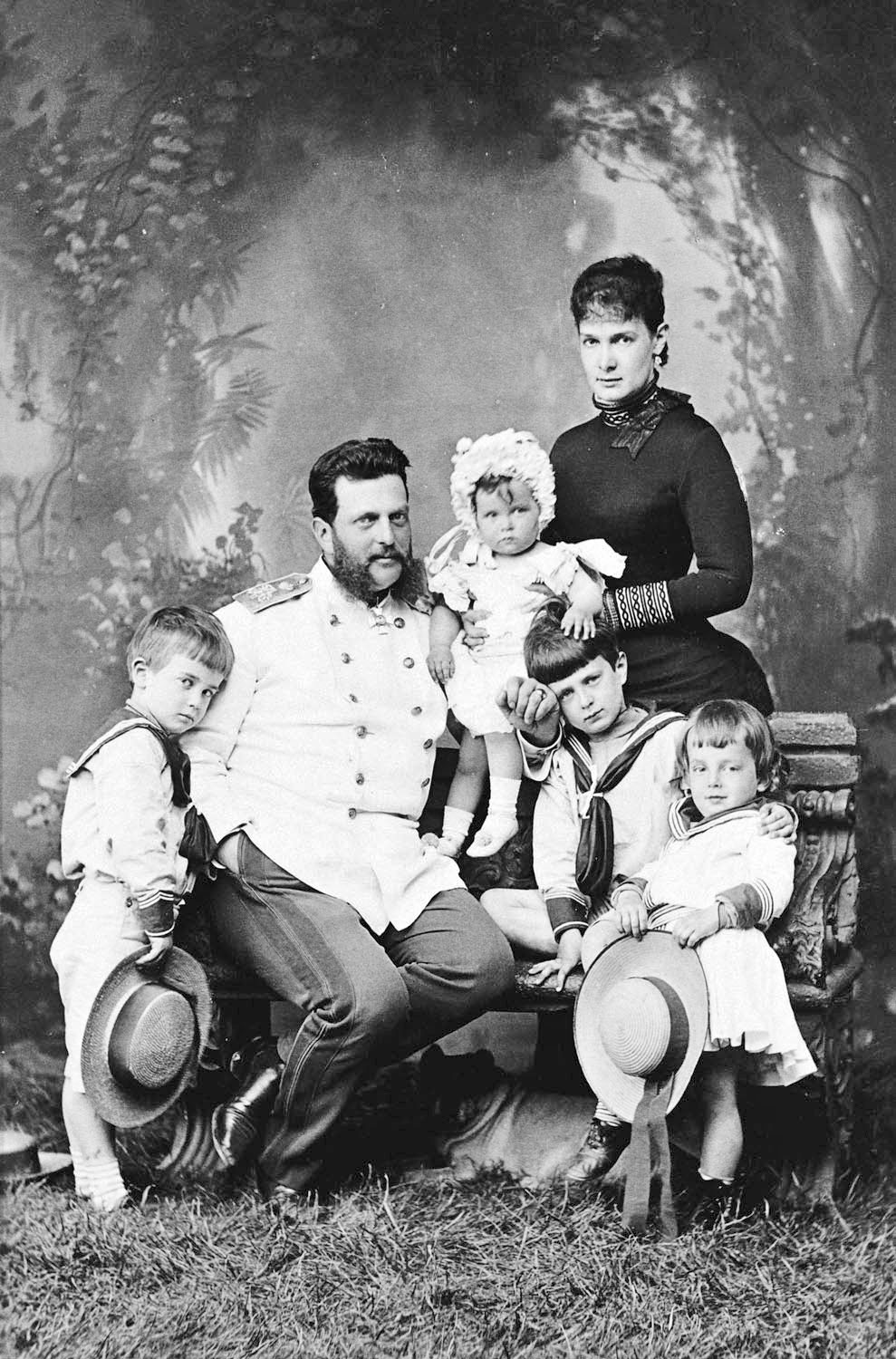
Марія в дитячому віці з батьками та братами, 1884

Родина мешкала у Царському селі. Різдво проводили у Гатчинському палаці з імператорською сім'єю, після Нового року переїжджали до Петербургу, де мешкали у Володимирському палаці на Палацовій набережній до кінця квітня, після чого знову повертались до Царського села. Раз на два-три роки всі разом їздили до родичів у Мекленбург-Шверін.
Діти зростали під наглядом няньки-англійки Міллісент Крофтс і першою мовою, якою вони почали розмовляти була англійська. Російську практично не знали. Освіту відповідну своєму часу отримували вдома. Разом із батьками подорожували Європою, відвідали Францію, Німеччину, Італію, зупинялись у Кобурзі, Берліні та Парижі.

Олена зростала нервовою та дратівливою дитиною, могла втратити над собою контроль. Одного разу в чотирирічному віці, під час позування Генрі Джонсу Тадеусу, вона схопила ніж для листів і почала погрожувати своїй няньці, яка сховалась за митцем.
Маленька леді перевела свою увагу на мене, її очі палали люттю.
— свідчив художник.

Батько вихованням дітей практично не займався. Матір же, честолюбна та амбіційна жінка, фактично будучи другою дамою держави, прищепила доньці систему цінностей з акцентом на високе соціальне становище, яке та займає. Багато хто, особливо вдовіюча імператриця, згодом вважали Олену снобом. Марія Федорівна писала про неїː
Бідолаха, вона дуже мила, але досить марнославна та зарозуміла», відмічаючи, що «у Олени дуже безцеремонний і пихатий тон, який відштовхує людей.
Не зважаючи на це, при дворі дівчину звали «Олена Прекрасна», вона мала багато шанувальників. Фелікс Юсупов писав згодом у своїх мемуарах, що був закоханий у велику княжну, хоч і був ще підлітком. Проте матір планувала шлюби усіх дітей лише з європейськими роялті «першого кругу». У 1898 році вона обрала на роль чоловіка для доньки принца Максиміліана Баденського. Юнак був красивим, заможним, з гідної родини. Пара готувалася до весільної церемонії, навіть сфотографувалася разом. Але принц раптово передумав та розірвав заручини. Велика княгиня була дуже розгніваною. У серпні 1899 року газети писали про заручини великої княжни із спадкоємцем австрійського престолу Францем Фердинандом. Однак, ерцгерцог, давно закоханий у Софію Хотек, домігся від дядька дозволу на морганатичний союз. Згодом Марія Павлівна сподівалася на шлюб Олени з кронпринцем Бельгії Альбертом, але той заручився із баварською герцогинею. У 1900 року також ходили чутки при дворі, що велика княгиня має на прикметі нещодавно овдовілого царя Болгарії, але той не поспішав укладати новий шлюб. Російські вищі кола суспільства пліткували, що Олені не вдасться знайти чоловіка.

### Шлюб

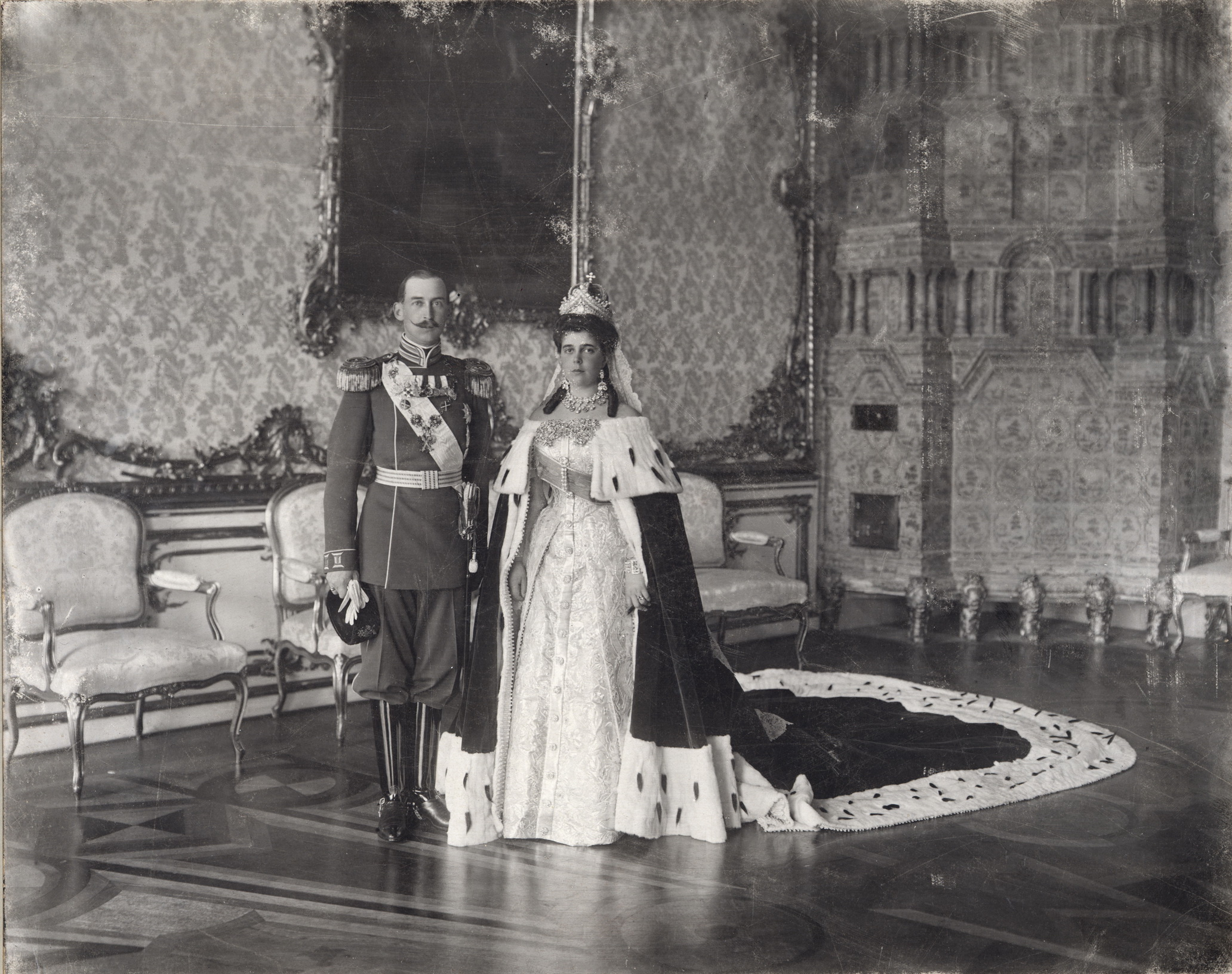
Олена та Миколай у день весілля

1900 року її руки попросив грецький принц Миколай. Принц, якого в родині кликали «Грецький Нікі», приходився Олені троюрідним братом і часто гостював у родичів у Росії. Вперше вони побачилися у 1894 році під час відпочинку в Лівадії. За два роки вони зустрілися на коронації Миколи II. Між дівчиною та юнаком виникла симпатія. Однак, Марія Павлівна розглянула пропозицію без особливого натхнення, оскільки принц не мав особливих статків та не претендував на престол. Врешті-решт, йому було відмовлено. Але, не маючи інших варіантів та через сприяння королеви Ольги, у 1902 році матір згодилась на їхній шлюб. Батько замовив для доньки на свято діамантовий кокошник та прикрасу на корсаж у вигляді банта від ювелірного дому Cartier.
Весілля відбулося 29 серпня 1902 року в Катеринінському палаці у Царському селі в присутності членів імператорської родини та інших гостей. Нареченому було 30 років, нареченій виповнилося 20. Частину медового місяця вони провели у Ропшинському палаці під Петербургом, де Миколай розважався полюванням на качок. Згодом попрямували до Данії, де принц представив дружину данським родичам. Після цього знов повернулися до Росії для офіційного прощання. Кілька днів молодята провели із царем та його сім'єю в Лівадії, після чого відпливли до Греції.
На новій батьківщині Олена з чоловіком мешкали в апартаментах Королівського палацу в Афінах та літній резиденції Татої. Пізніше пара переїхала до власного палацу, який цар Микола II подарував кузині на весілля. Миколаївський палац був не менш комфортабельним, ніж королівський, хоча й меншим за розміром. Балкон першого поверху виходив на королівські сади, дім мав кілька ванних кімнат, центральне опалення, подачу гарячої та холодної води, і, загалом, більше нагадував музей, ніж приватний будинок. Мав мармурові сходи та підлогу, фонтан й кущі олеандрів.
Олена вивчала грецьку мову разом з Алісою фон Баттенберг та з нею ж займалася благодійністю. Раз на рік сім'я навідувала Росію.
Сучасники свідчать, що шлюб подружжя був щасливим. Хоча при афінському дворі декого дратувала гордість російської княжни.
У пари народилося троє доньок. Третя вагітність Олени проходила важко. Після народження молодшої доньки принцеса тривалий час була слабкою і хворіла. Жінка витратила тривалий час на лікування на європейських курортах, доки її самопочуття не покращилось. А доки вона знаходилась далеко від родини, за дівчатами приглядала англійська нянька Кет Фокс. Не зважаючи на бажання подружжя мати більше дітей, стало відомо, що ще одна вагітність може стати для принцеси фатальною.
Доньки були прив'язані одна до одної. Батьки обоє займалися їх вихованням. Миколай приділяв дівчатам уваги більше, ніж було заведено у більшості королівських родин.

### Перша світова війна та вигнання
У Греції в той час правив батько Миколая Георг I. У 1913 році, наприкінці Першої Балканської війни, його було вбито у Салоніках. Після нього королем став старший брат Миколая — Костянтин I.
Влітку 1914 почалася Перша світова війна. Олена Володимирівна з чоловіком та дітьми в цей час перебувала в гостині в родичів у Росії.

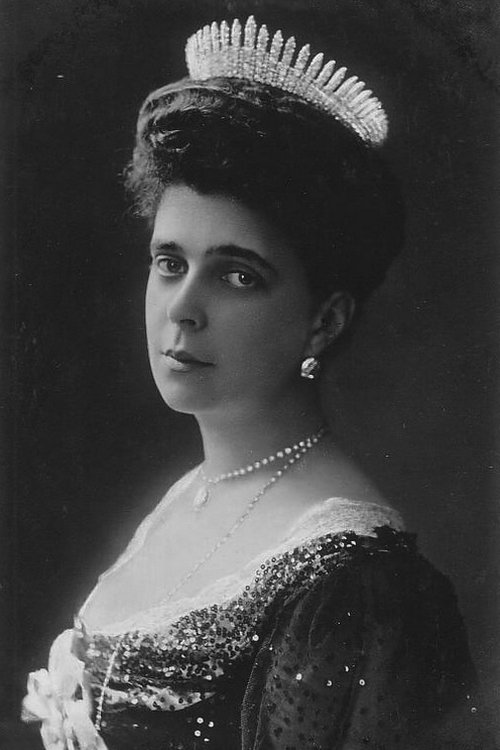
Олена Володимирівна, 1923

Король Греції відмовився ставати на чийсь бік, в той час як прем'єр-міністр наполягав на вступі у війну на боці Антанти. Протистояння між ними обернулося національним розколом країни. Після блокади союзниками та погроз бомбардування Афін Костянтин у червні 1917 року зрікся престолу та залишив королівство. Сім'я брата Миколи послідувала за ним.
Родина оселилася в швейцарському Санкт-Моріці, а згодом перебралася до Франції. Фінансів не вистачало, через що принц Миколай заробляв гроші, малюючи картини та даючи уроки живопису. На початку 1920 року до французького Контрексевілю прибула матір Олени, Марія Павлівна. У вересні вона померла, заповівши Олені більшу частину своїх коштовностей, які вдалося вивезти із Росії.
Принцеса намагалася допомагати російським іммігрантам, особливо дітям. Збирала пожертви. Гроші швидко скінчилися, і Олена продала частину коштовностей. Кілька з них придбала в 1921 році Марія Текська, у тому числі Володимирську тіару за 984 000 фунтів.
Після раптової смерті Олександра I та повторного вцарювання на грецькому престолі Костянтина I, родина принца Миколая повернулася до Афін. Там влітку 1922 року було оголошено про заручини їхньої старшої доньки з кронпринцем Данії. Весілля однак не відбулося, бо наречена відмовилась від цього союзу.
У вересні 1922 року сім'я залишила королівство вдруге внаслідок остаточного зречення короля. Новим правителем став старший син Костянтина — Георг II. Його правління також було недовгимː у березні 1924 року було проголошено Другу грецьку республіку й король емігрував до Великої Британії.

### Остаточне повернення
У 1935 році монархісти провели плебісцит, за результатами якого послідувало відновлення монархії. Георг II повернувся до Греції, а за ним у 1936-му повернулися на батьківщину і Миколай з Оленою. Їхні доньки вже одружилися, і пара оселилася в палаці Татої. Миколай помер за два роки уві сні від серцевого нападу.
Після смерті чоловіка Олена переїхала до Афін, де безперервно мешкала до кінця життя. Під час Другої світової вони разом з Алісою фон Баттенберг були єдиними членами королівського дому Греції, хто залишився в країні.

Олена пережила всіх своїх братів, середню доньку та онука, і померла у своєму домі в Афінах у віці 75 років. Її невістка Марі Бонапарт сказалаː
Моя сестра Еллен, Велика Княгиня Росії, вдова мого брата Миколи, тільки що померла від серцевого нападу, без сумніву, оточена священиками та іконами. Кожен помирає так, як і жив.
Поховали принцесу на родинному цвинтарі Татої неподалік чоловіка.
Особисту бібліотеку вона заповіла ліцею Анавріта.

## Родина
Чоловік — Микола, принц Греції та Данії
Дітиː
- Ольга (1903—1997) — дружина принца Югославії Павла Карагеоргієвича, мала трьох дітей;
- Єлизавета (1904—1955) — дружина графа Карла Теодора цу Тоеррінг-Єттенбаха, мала двох дітей;
- Марина (1906—1968) — дружина герцога Георга Кентського, мала трьох дітей.

## Нагороди
- Великий хрест Королівського династичного ордену Святих Ольги та Софії;
- Великий хрест ордену Святої Катерини.

## Титули
- 17 січня 1882 — 29 серпня 1902 — Її Імператорська Високість Велика Княжна Олена Володимирівна Російська
- 29 серпня 1902 — 13 березня 1957 — Її Імператорська і Королівська Високість Принцеса Ніколас Грецький і Данський.